# Aleksandar Jovanović (calciatore 1989)
Aleksandar Jovanović (Melbourne, 4 agosto 1989) è un ex calciatore australiano, di ruolo difensore.

## Palmarès

### Club

#### Competizioni nazionali
- Durand Cup: 1

Bengaluru: 2022